# Association sportive perpignanaise
‌‌‌‌‌‌
Ne doit pas être confondu avec Union sportive perpignanaise ou Union sportive arlequins perpignanais.
L'Association sportive perpignanaise était un club français de rugby à XV fondé en 1902 et basé à Perpignan dans les Pyrénées-Orientales.
Le club est champion de France 1914.

## Historique
Le rugby arrive à Perpignan en octobre 1886 avec le club de l’Union athlétique du collège de Perpignan.
Le premier club civil, le Stade roussillonnais est fondé peu après (en 1896) et le 13 septembre 1902, est créé l'Association sportive perpignanaise (ASP).
En avril 1903, l’ASP bat l’École vétérinaire de Toulouse pour le titre de champion du Sud de deuxième série. De 1905 à 1911, le club remporte tous les titres de champion du Languedoc.

### Champion de France de deuxième série 1911

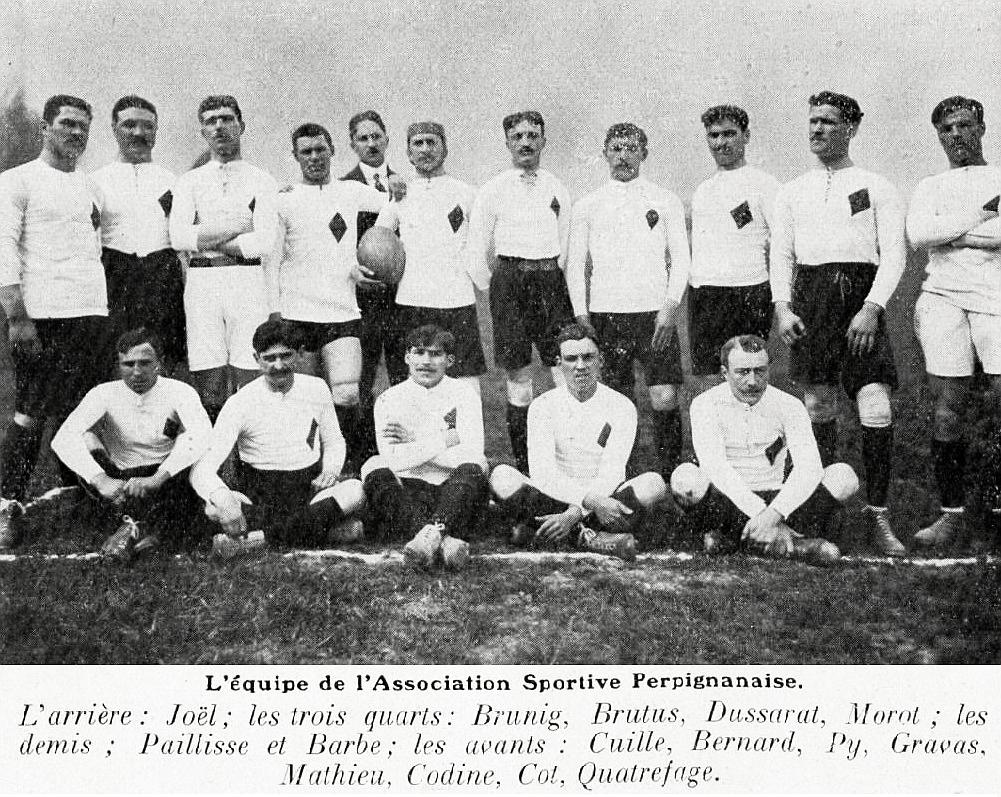
L'ASP champion de deuxième série 1911.

Le 23 avril 1911, l'ASP devient champion de France de deuxième série après avoir battu Brive en demi-finale puis Dole en finale (20 à 5 à Colombes) et accède à l'élite du rugby français.
En 1912, un conflit éclate au sein du club et aboutit au départ de plusieurs membres et joueurs (dont le capitaine de l'équipe, Gilbert Brutus) qui vont créer, le 29 avril, le Stade olympien perpignanais (SOP).
En 1913, un autre club de la ville, le Stade olympique Perpignan (SOP) est champion de France de deuxième série.

### Champion de France 1914
En septembre 1912, l'arrivée comme entraîneur-joueur du technicien gallois Rowland Griffiths, tout juste finaliste du championnat avec le Racing club de France, va faire franchir un palier au club qui, après une demi-finale en 1913, remporte le titre en 1914 contre le Stadocest tarbais (8 à 7). La transformation qui donne la victoire aux Catalans à quelques instants de la fin est réussie par Aimé Giral qui tombera au front pendant la Première Guerre mondiale quelques mois plus tard avec six équipiers (Joseph Couffe, François Fournié, Joseph Lida, François Nauté, Maurice Gravas et Raymond Schuller) et donnera son nom au stade actuel du club. Le vice-président du club, Jean Laffon, tombera aussi et donnera, en 1922, son nom au Stade Jean-Laffon,.

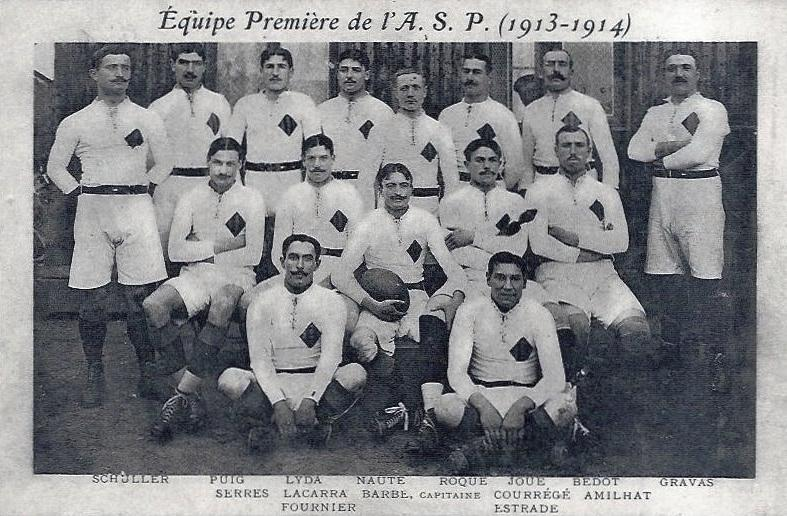
L'ASP lors de la saison 1913-1914.
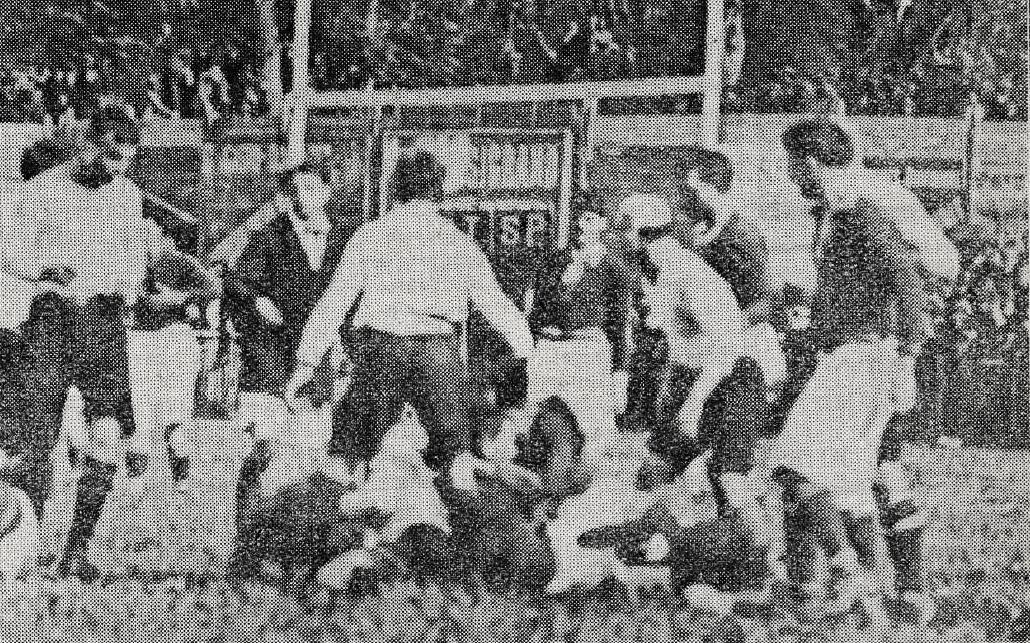
Une des phases de jeu de la finale 1914.
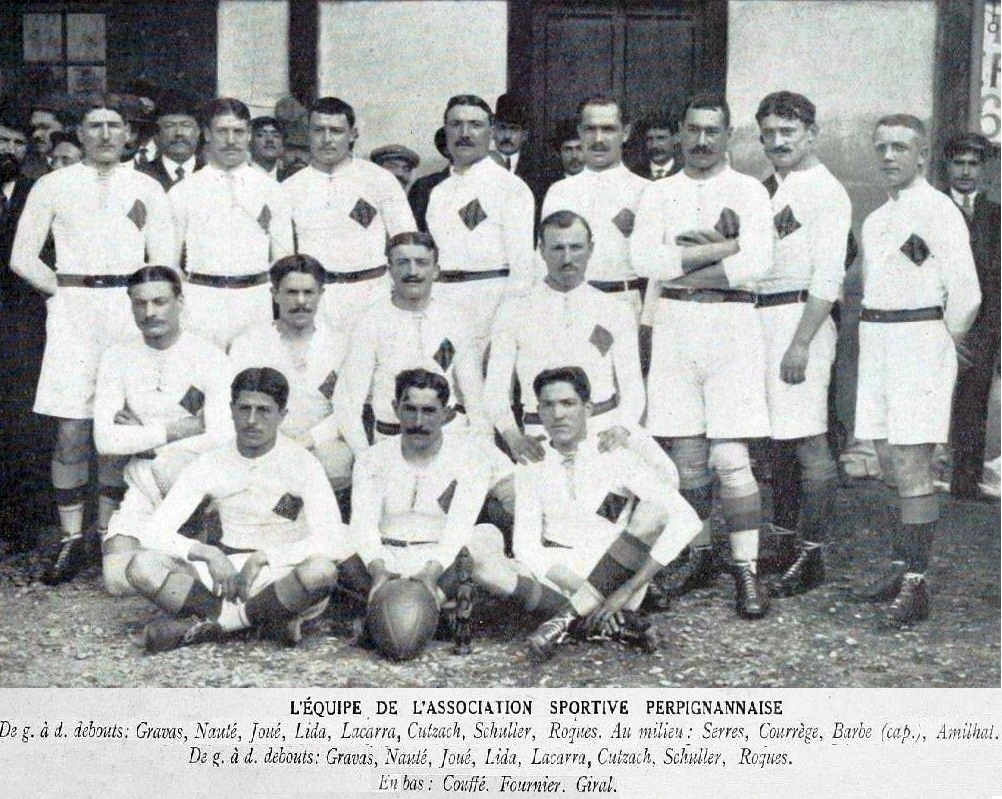
L'équipe de Perpignan, en finale du championnat de France de rugby 1914.

Pendant la Première Guerre mondiale, et malgré la suspension du championnat de France, les garçons non mobilisés continuent de jouer pour l'ASP sous le nom de Green Devils perpignanais (par respect aux joueurs de l'ASP appelés à défendre la patrie). Ils sont champions du Languedoc en 1916 face au SOP qui remporte le titre en 1917.

### Fusion avec le Stade olympique Perpignan 1919
Le 7 mai 1919, l'ASP et le Stade olympique Perpignan fusionnent et créent l'Union sportive perpignanaise. En l'honneur des joueurs du club tombés pendant la guerre et en hommage aux soldats, l'USP adopte le maillot «bleu horizon» (la couleur des uniformes et adopte le maillot ciel), sur un short blanc et des bas sang et or.

## Personnalités du club

### Les présidents
| Saisons   | Président                  | Titre(s)                |
| --------- | -------------------------- | ----------------------- |
| 1902-1903 | Jérôme Moli                |                         |
| 1903-1905 | Georges Hostalrich         |                         |
| 1905-1906 | Jean Trilha                |                         |
| 1906-1909 | Albert Trilles             |                         |
| 1909-1911 | Joseph Xambo               |                         |
| 1911-1913 | Pierre Ducup de Saint Paul |                         |
| 1913-1919 | Edmond Benoît              | Champion de France 1914 |

### Les entraîneurs
| Saisons   | Entraîneur                               | Adjoint(s) | Titre(s)                |
| --------- | ---------------------------------------- | ---------- | ----------------------- |
| 1912-1913 | Rowland Griffiths (capitaine-entraîneur) |            |                         |
| 1913-1914 | Capitaine Robert Augistrou               |            | Champion de France 1914 |
| 1915-1919 | Albert Bausil                            |            |                         |

### Joueurs emblématiques
- Félix Barbe
- Gilbert Brutus
- Aimé Giral
- Paul Serre

## Palmarès

### Détail du palmarès
- Championnat de France de première division
  - Champion (1) : 1914
- Championnat de France de deuxième série
  - Champion (1) : 1911
- Championnat du Roussillon
  - Champion (1) : 1904
- Championnat du Languedoc
  - Champion (11) : 1905, 1906, 1907, 1908, 1909, 1910, 1911, 1913, 1914 et 1916[Note 3]
  - Vice-champion (1) : 1917
- Championnat du Sud deuxième série
  - Champion (1) : 1903
- Championnat de France Équipe 2
  - Vice-champion (1) : 1914

### Finales du club
| Date de la finale | Vainqueur    | Score | Finaliste          | Lieu de la finale                 | Spectateurs |
| ----------------- | ------------ | ----- | ------------------ | --------------------------------- | ----------- |
| 3 mai 1914        | AS Perpignan | 8 - 7 | Stadoceste tarbais | Stade des Ponts Jumeaux, Toulouse | 15 000      |